# Chernobyl (miniserie televisiva)
Chernobyl è una miniserie televisiva statunitense e britannica, creata e scritta da Craig Mazin e diretta da Johan Renck per HBO e Sky Atlantic.
Le cinque puntate raccontano la storia del disastro di Černobyl' e seguono gli uomini e le donne che si sono sacrificati per salvare l'Europa da un disastro nucleare. Le vicende raccontate si basano, in buona parte, sui resoconti degli abitanti di Pryp"jat', raccolti dalla scrittrice Premio Nobel per la letteratura Svjatlana Aleksievič nel suo libro Preghiera per Černobyl', oltreché sul saggio Chernobyl 01:23:40 di Andrew Leatherbarrow.

## Trama
La miniserie si concentra sulla portata devastante dell'incidente nucleare di Černobyl' che si verificò nell'Ucraina sovietica il 26 aprile 1986, rivelando come e perché è accaduto, raccontando anche le vicende degli eroi che hanno dato il loro contributo per mitigare i danni dell'esplosione a costo della loro vita.

## Puntate
La miniserie, divisa in 5 puntate, è stata trasmessa in prima visione negli Stati Uniti dal canale televisivo HBO dal 6 maggio al 3 giugno 2019, e in simulcast nel Regno Unito da Sky Atlantic.

## Personaggi e interpreti

### Personaggi principali
- Valerij Alekseevič Legasov, interpretato da Jared Harris, doppiato da Dario Oppido.
Primo vicedirettore dell'istituto dell'energia atomica "Igor' Vasil'evič Kurčatov" e principale consulente tecnico-scientifico che risponde alla gestione del disastro di Černobyl'.
- Boris Evdokimovič Ščerbina, interpretato da Stellan Skarsgård, doppiato da Ambrogio Colombo.
Vicesegretario del Consiglio dei Ministri e direttore del Dipartimento per i Combustibili e l'Energia. È assegnato dal Cremlino a guidare la Commissione Governativa a Černobyl' dopo il disastro; nonostante si dimostri all'inizio piuttosto diffidente e scettico, gioca un ruolo fondamentale nel supportare le idee del professor Legasov.
- Anatolij Stepanovič Djatlov, interpretato da Paul Ritter, doppiato da Franco Mannella.
Assistente capo ingegnere della centrale elettrica nucleare di Černobyl'. Uno dei pochi addetti della sala controllo sopravvissuti alle radiazioni, sarà uno dei principali imputati al processo.
- Ljudmila Ignatenko, interpretata da Jessie Buckley, doppiata da Barbara De Bortoli.
Moglie del pompiere Vasilij Ignatenko. Fa di tutto per ricongiungersi al marito, dopo che quest'ultimo viene portato a Mosca in condizioni gravissime in seguito alle radiazioni. Grazie alla sua determinazione, riesce ad assistere Vasily fino ai suoi ultimi istanti di vita confessandogli di aspettare un bambino.
- Vasilij Ivanovič Ignatenko, interpretato da Adam Nagaitis, doppiato da Marco Vivio.
Vigile del fuoco venticinquenne residente a Pryp"jat' divenuto la vittima più emblematica della catastrofe, uno dei primi soccorritori alla centrale in fiamme.
- Viktor Petrovič Brjuchanov, interpretato da Con O'Neill, doppiato da Pasquale Anselmo.
Direttore della centrale elettrica nucleare di Černobyl' e uno dei principali imputati al processo.
- Nikolaj Maksimovič Fomin, interpretato da Adrian Rawlins, doppiato da Raffaele Palmieri.
Capo ingegnere della centrale elettrica nucleare di Černobyl'.
- Aleksandr Fëdorovič Akimov, interpretato da Sam Troughton, doppiato da Gabriele Tacchi.
Supervisore di turno del gruppo notturno e l'addetto ad aver materialmente premuto il pulsante SCRAM.
- Leonid Fëdorovič Toptunov, interpretato da Robert Emms, doppiato da Stefano Broccoletti.
Ingegnere capo della manutenzione del reattore.
- Ulana Jurivna Khomjuk, interpretata da Emily Watson, doppiata da Chiara Colizzi.
È una scienziata dell'istituto per l'energia nucleare dell'Accademia di scienze della RSS Bielorussa, assegnata membro della squadra che investiga sul disastro. Si dimostra figura chiave per aiutare Legasov a scongiurare la catastrofe e grazie alla sua intraprendenza riesce a raccogliere una serie di testimonianze all'ospedale numero 6 di Mosca, che risultano cruciali per ricostruire correttamente quanto accaduto la notte del 26 aprile 1986. Gli autori della serie, con il personaggio fittizio di Khomjuk, hanno voluto omaggiare i tanti fisici e ingegneri che collaborarono con Legasov nei mesi successivi all'incidente.
- Michail Sergeevič Gorbačëv, interpretato da David Dencik, doppiato da Francesco Prando.
Segretario generale del Partito Comunista dell'Unione Sovietica e massima autorità politica della nazione.
- Vladimir Karpovič Pikalov, interpretato da Mark Lewis Jones, doppiato da Davide Marzi.
Comandante delle Forze Chimiche Sovietiche.
- Aleksandr Čarkov, interpretato da Alan Williams, doppiato da Franco Zucca.
Primo vicedirettore del KGB.
- Andrej Glukhov, interpretato da Alex Ferns, doppiato da Stefano Alessandroni.
Capo squadra dei minatori.
- Nikolaj Dmitrievič Tarakanov, interpretato da Ralph Ineson, doppiato da Paolo Marchese.
Comandante dei liquidatori dell'Unione Sovietica.
- Pavel Gremov, interpretato da Barry Keoghan, doppiato da Manuel Meli.
Ragazzo assegnato a servire come liquidatore.
- Bačo, interpretato da Fares Fares, doppiato da Roberto Draghetti.
Soldato georgiano e veterano della Guerra in Afghanistan, assegnato come liquidatore.
- Andrej Stepašin, interpretato da Michael McElhatton, doppiato da Fabrizio Russotto.
Pubblico ministero per il processo di Dyatlov, Bryukhanov e Fomin.

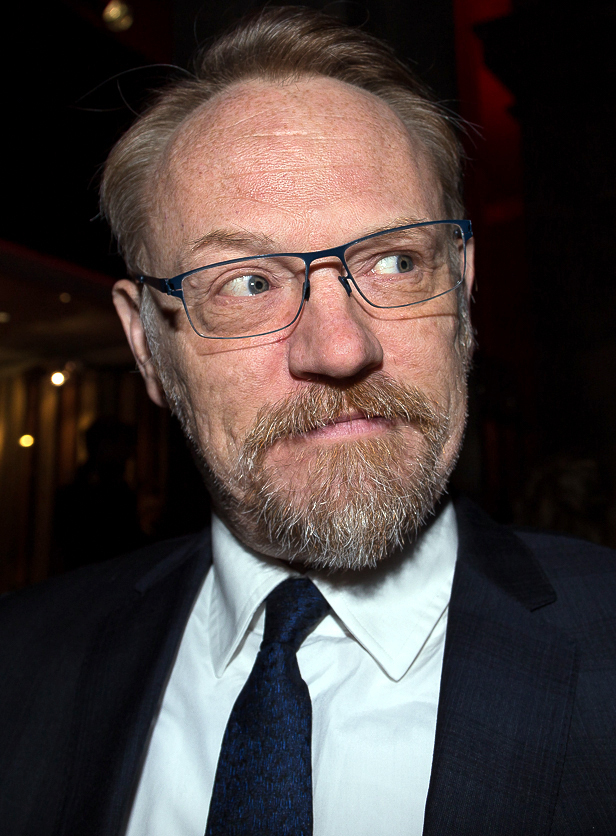
Jared Harris.
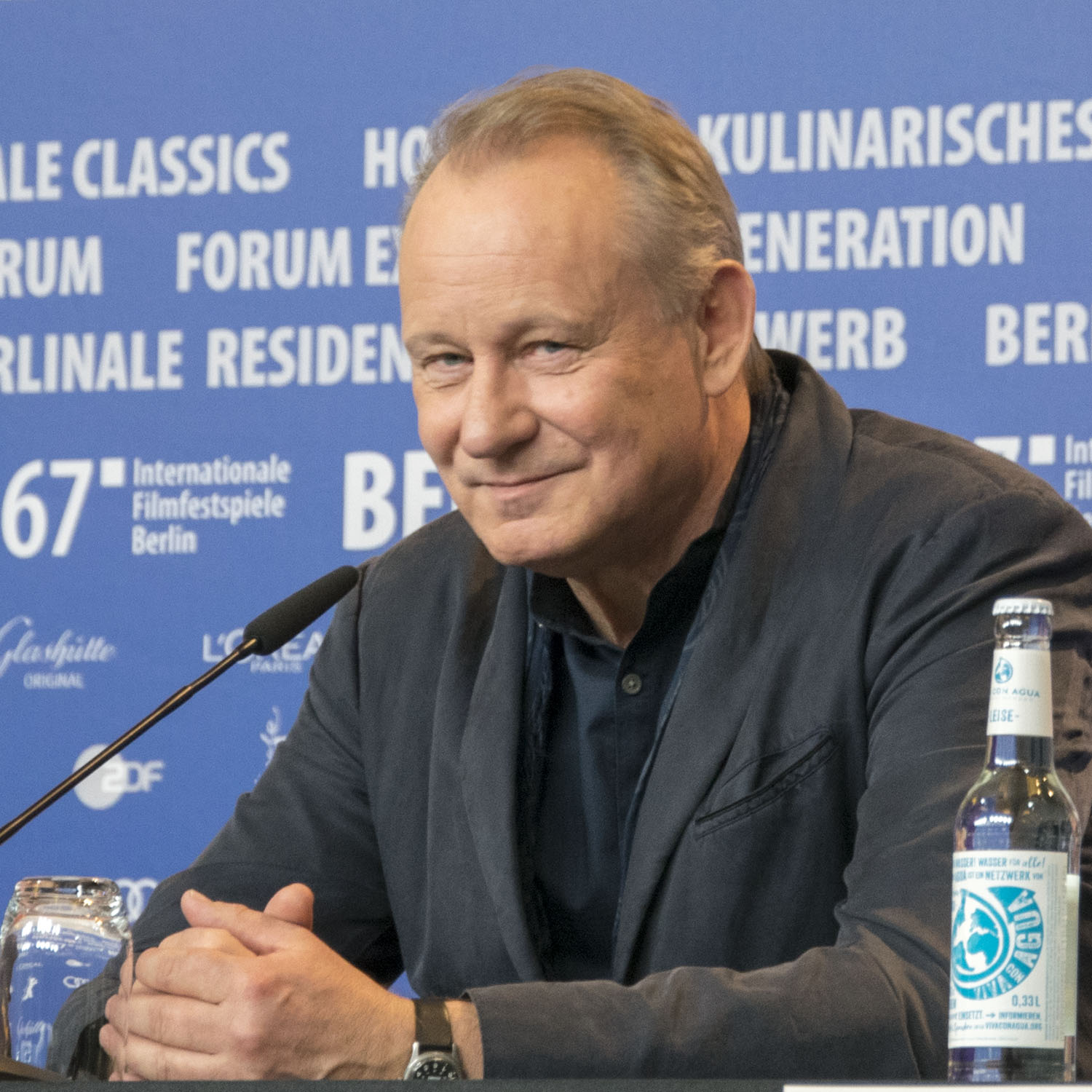
Stellan Skarsgård.
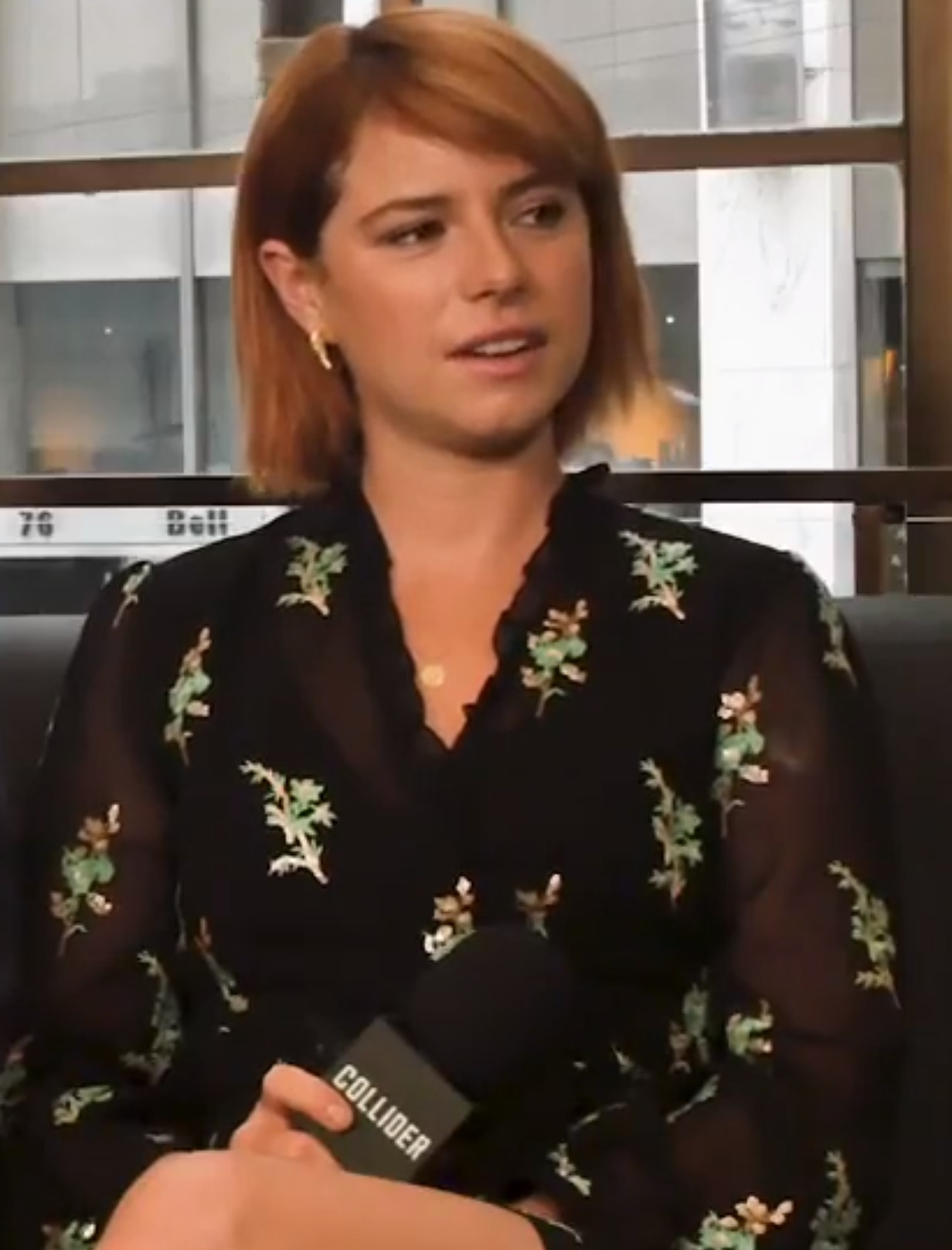
Jessie Buckley.
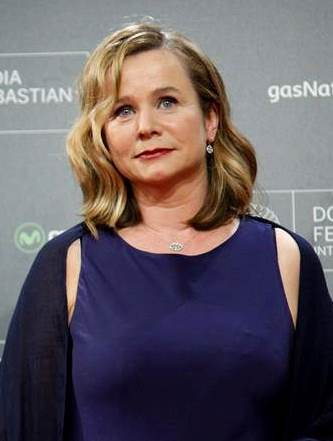
Emily Watson.
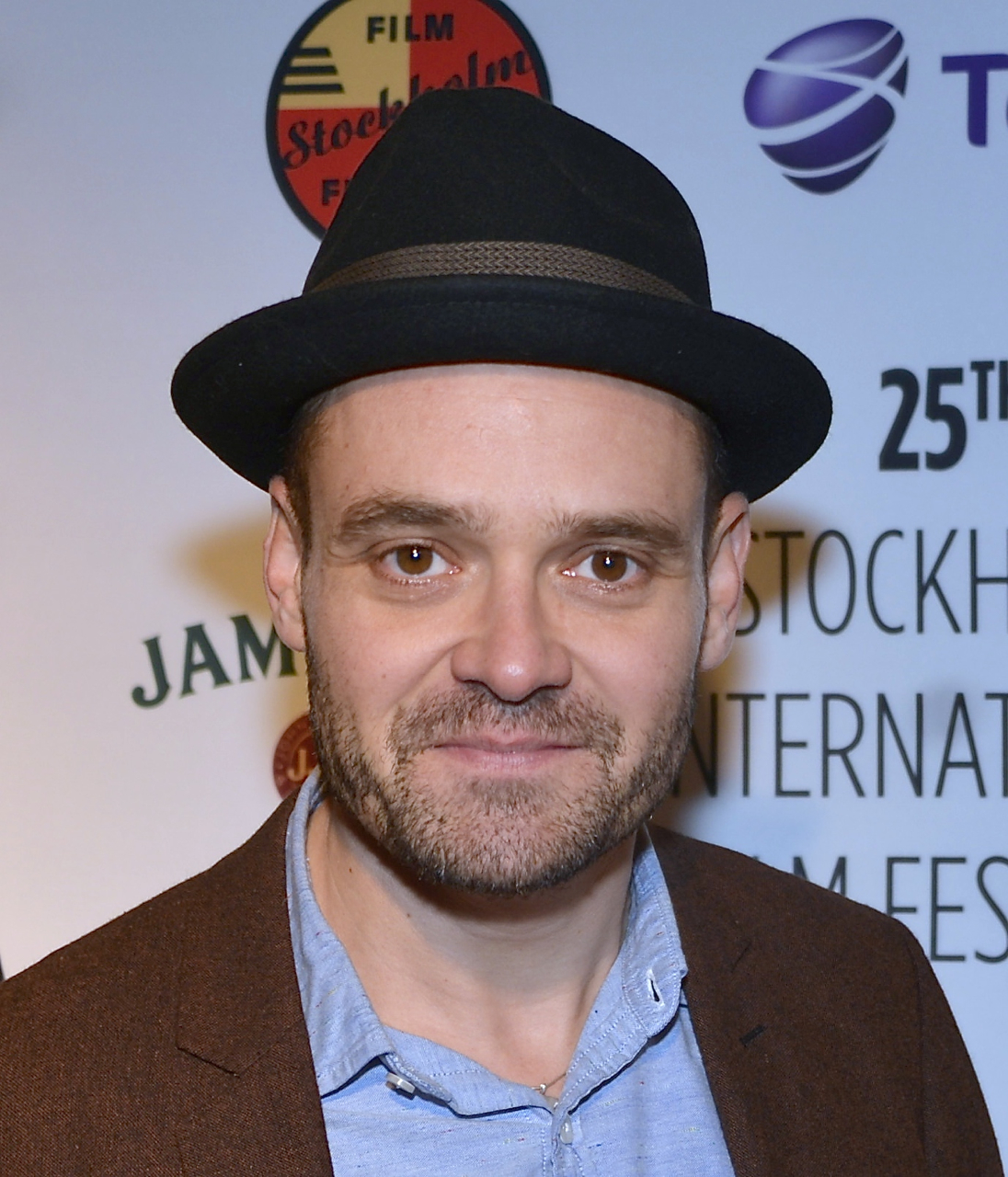
David Dencik.
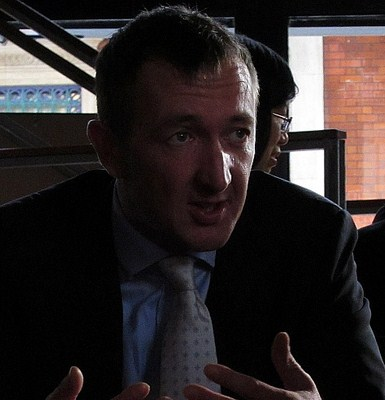
Ralph Ineson.
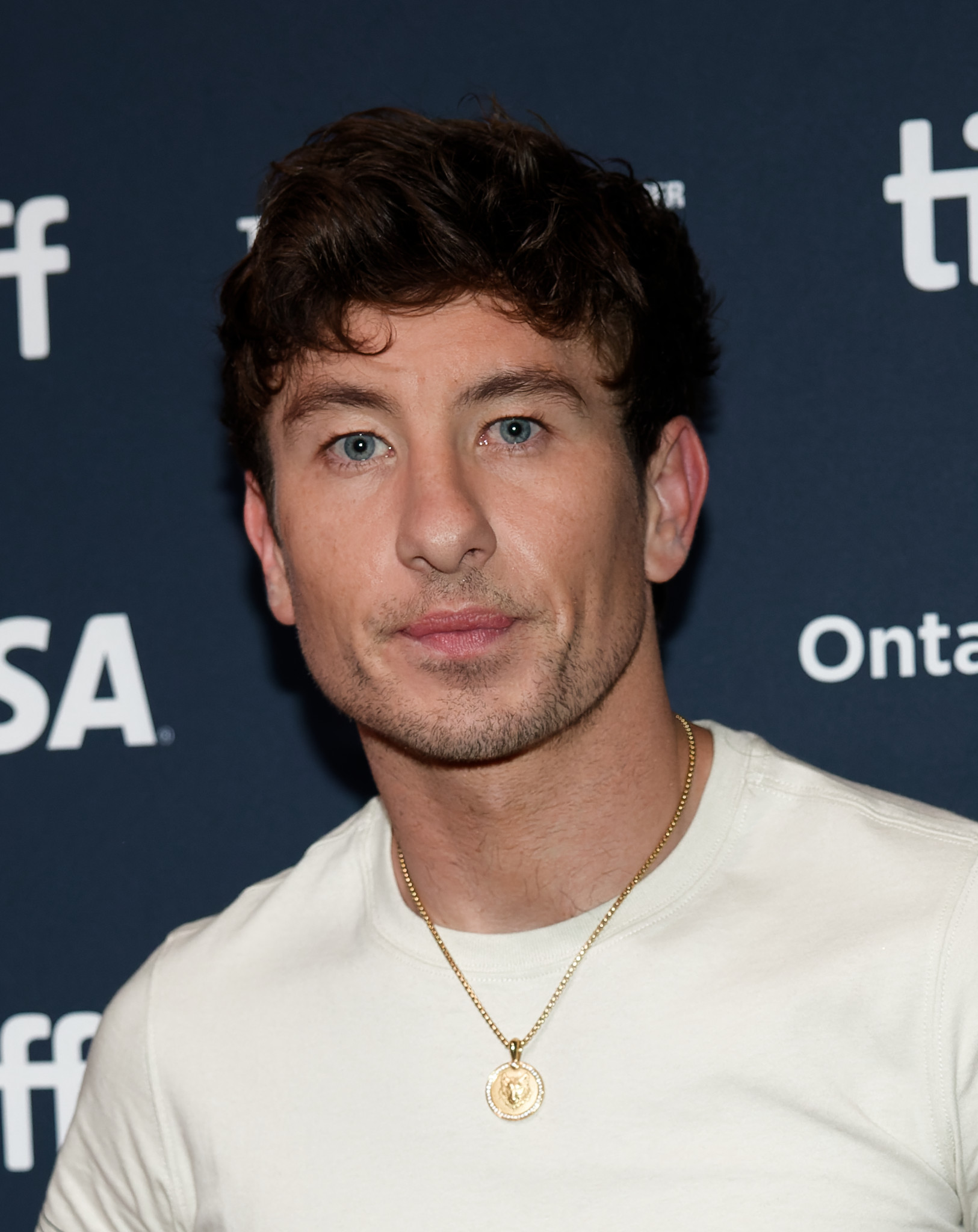
Barry Keoghan.
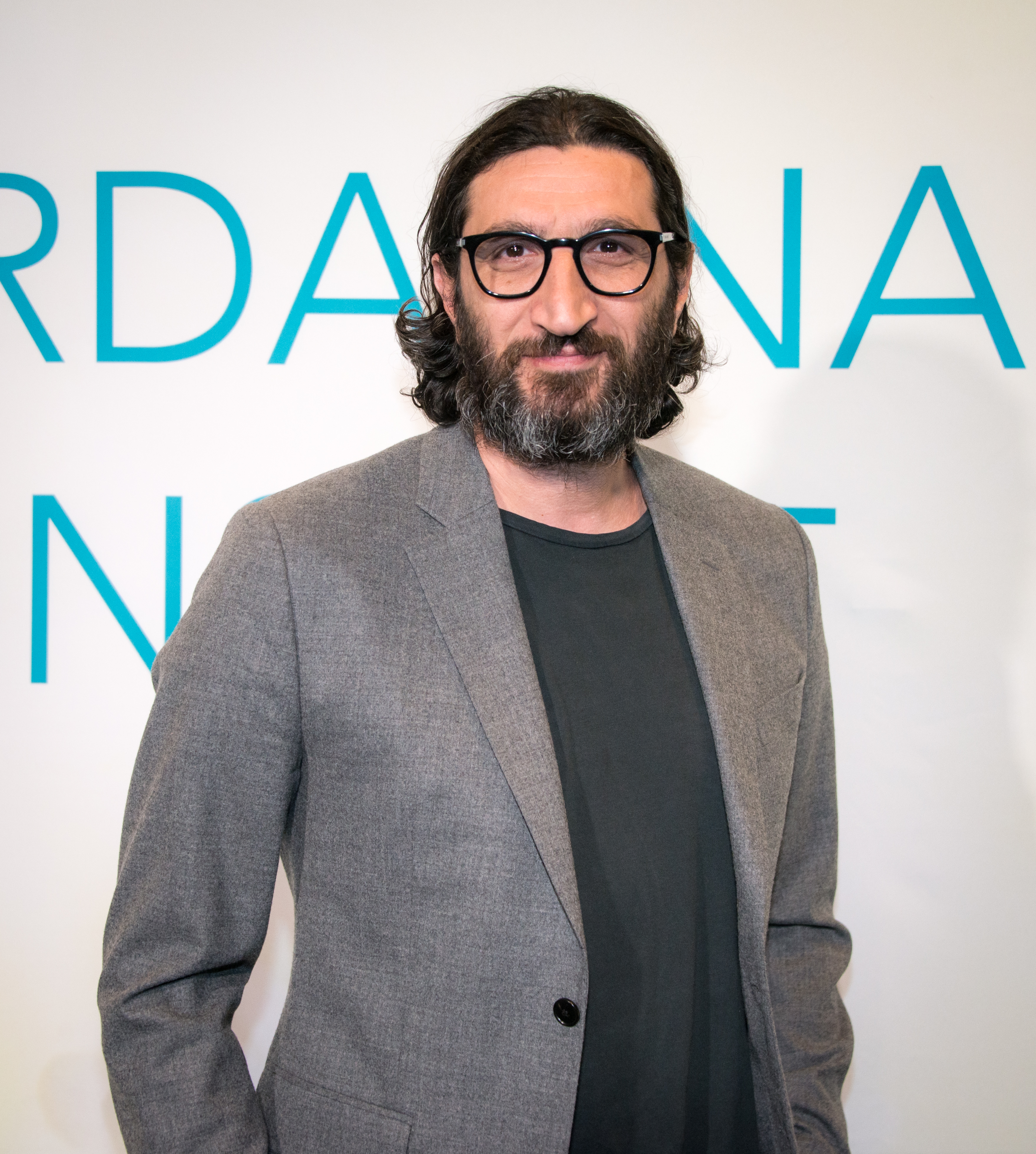
Fares Fares.

### Personaggi secondari
- Vjačeslav Bražnik, interpretato da Adam Lundgren.
Operatore capo delle turbine.
- Viktor Proskurjakov, interpretato da Karl Davies.
Apprendista al SIUR.
- Žarkov, interpretato da Donald Sumpter, doppiato da Carlo Reali.
Membro del comitato esecutivo di Pripyat.
- Boris Stoljarčuk, interpretato da Billy Postlethwaite, doppiato da Fabrizio Bucci. 
Ingegnere capo del controllo dell'unità 4.
- Svetlana Zinčenko, interpretata da Nadia Clifford, doppiata da Benedetta Ponticelli.
Medico che cura Vasily Ignatenko e altri dalla malattia da radiazioni.
- Anatoly Sitnikov, interpretato da Jamie Sives, doppiato da Roberto Certomà.
Capo ingegnere del reattore 2.
- Alexei Ananenko, interpretato da Baltasar Breki Samper.
Uno dei volontari che drena l'acqua nel basamento di Chernobyl per prevenire un'esplosione.
- Valeri Bezpalov, interpretato da Philip Barantini.
Uno dei volontari che drena l'acqua nel basamento di Chernobyl per prevenire un'esplosione.
- Boris Baranov, interpretato da Oscar Giese.
Uno dei volontari che drena l'acqua nel basamento di Chernobyl per prevenire un'esplosione.
- Valery Perevozčenko, interpretato da Jay Simpson.
Caposquadra nella sezione reattori.
- Mikhail Ščadov, interpretato da Michael Colgan.
Ministro dell'Industria del Carbone dell'Unione Sovietica.
- Milan Kadnikov, interpretato da Hilton McRae.
Giudice che presiede il processo di Dyatlov, Bryukhanov e Fomin.
- Valerij Khodemčuk, interpretato da Kieran O'Brien.
Operatore delle pompe del reattore 4
- Garo, interpretato da Alexej Manvelov, doppiato da Alessio Cigliano.
Soldato armeno che aiuta Bačo e Pavel.
- Garanin. Vicesegretario del Partito Comunista della Bielorussia.

## Produzione

### Sviluppo
Il 26 luglio 2017 è stato annunciato che la HBO e Sky avevano ordinato la miniserie. Le puntate sono state dirette da Johan Renck e scritte da Craig Mazin. Mazin è anche produttore esecutivo, insieme a Carolyn Strauss e Jane Featherstone.
L'11 marzo 2019 è stato annunciato che la miniserie avrebbe debuttato il 6 maggio dello stesso anno.

### Casting
Contemporaneamente all'annuncio dell'ordine della miniserie, è stato confermato che Jared Harris sarebbe stato il protagonista delle puntate. Il 19 marzo 2018 è stato annunciato che Stellan Skarsgård ed Emily Watson si erano uniti al cast principale. Nel maggio 2018 è stato annunciato che anche Paul Ritter, Jessie Buckley, Adrian Rawlins e Con O'Neill si erano uniti al cast.

### Riprese

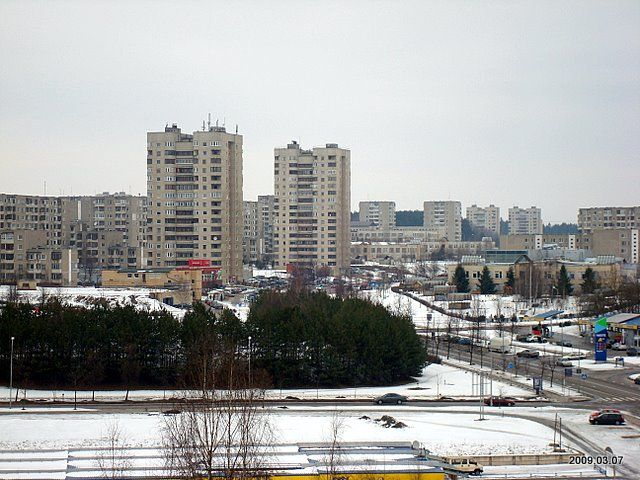
Il distretto Fabijoniškės di Vilnius, nell'odierna Lituania, per via della sua architettura di stampo socialista è stato usato per ricreare l'atmosfera della Pryp"jat' del 1986.

Le riprese della miniserie sono iniziate il 13 maggio 2018 a Fabijoniškės, un sobborgo di Vilnius, in Lituania, usato per le scene ambientate nella città di Pryp"jat', dal momento che il quartiere ha mantenuto un'autentica atmosfera sovietica. Nello specifico, l'area degli appartamenti del quartiere residenziale è stata utilizzata come location per le scene di evacuazione; il regista Johan Renck ha pesantemente criticato la quantità di finestre moderne, di stile variegato e accattivante, ma non si è preoccupato di rimuoverli in post-produzione. Alla fine di marzo la produzione si è trasferita nel comune distrettuale di Ignalina, sempre in Lituania, per le riprese sia esterne che interne dell'omonima centrale nucleare, un impianto dismesso che a volte viene definito "la sorella di Chernobyl" a causa della somiglianza estetica, essendo entrambi basati sul reattore RBMK. All'inizio di giugno, infine, la produzione si è trasferita in Ucraina per girare le scene finali minori. Le riprese della miniserie sono durate 16 settimane.

## Promozione
Il 29 marzo 2019 è stato pubblicato il trailer ufficiale della miniserie.

## Distribuzione
La miniserie è stata trasmessa in prima visione assoluta e in contemporanea negli Stati Uniti d'America e nel Regno Unito, rispettivamente su HBO e Sky Atlantic, dal 6 maggio al 3 giugno 2019.
In Italia è stata trasmessa in prima visione pay dal 10 giugno all'8 luglio 2019 su Sky Atlantic; è stata poi trasmessa per la prima volta in chiaro dal 18 giugno al 2 luglio 2020 su LA7.

## Accoglienza
Chernobyl  è stata accolta in maniera entusiasta dal pubblico. Negli Stati Uniti la trasmissione su HBO è stata vista da 12 milioni di spettatori, diventando la miniserie più vista del canale dal 2001. In Italia la messa in onda della serie su Sky Atlantic ha ottenuto un ascolto complessivo di 550.000 spettatori, risultando il miglior debutto per una serie di Sky; il successivo debutto in chiaro su LA7 ha totalizzato 1.300.000 spettatori circa, segnando il migliore risultato per una serie nella storia del canale.
Tra gli aggregatori di recensioni, su Rotten Tomatoes vanta una valutazione di approvazione del 96% basato su 97 critiche, mentre su Metacritic ha un punteggio medio ponderato di 82 su 100, ottenendo il giudizio di «acclamazione universale»; Chernobyl ha inoltre fatto registrare un apprezzamento-record sull'Internet Movie Database dov'è diventato lo show con il voto più alto della storia (9,6). Secondo i dati di Google Trends, la parola «Chernobyl» è stata tra le più cercate online globalmente durante il 2019.
Chernobyl ha ricevuto anche il plauso generale della critica. La serie ha ottenuto 42 premi, tra cui 10 Emmy, 2 Golden Globe e 1 Grammy, oltre a 46 candidature. Il quotidiano britannico Guardian l'ha inoltre classificata al terzo posto tra le migliori serie del 2019. Secondo la classifica della rivista GQ, Chernobyl si posizione al quindicesimo posto tra le serie migliori in assoluto.
La miniserie è stata generalmente molto ben accolta anche in Russia. Vladimir Medinsky, ministro russo della cultura, l'ha elogiata dichiarando che: «è stata girata magistralmente, con grande rispetto per la gente comune». Ciò nonostante, è stata in parte criticata da alcuni media filo-governativi, nello specifico per avere sminuito l'operato e gli atti eroici dei liquidatori sovietici.

## Riconoscimenti
- 2019 – Premio Emmy
  - Miglior miniserie
  - Miglior regista di una miniserie o un film per la televisione a Johan Renck
  - Miglior sceneggiatura di una miniserie o film per la televisione a Craig Mazin
  - Candidatura per il miglior attore protagonista in una miniserie o film per la televisione a Jared Harris
  - Candidatura per la miglior attrice non protagonista in una miniserie o film per la televisione a Emily Watson
  - Candidatura per il miglior attore non protagonista in una miniserie o film per la televisione a Stellan Skarsgård
- 2019 – TCA Award
  - Miglior miniserie[31]
- 2019 – Gotham Independent Film Awards[32]
  - Candidatura per la miglior serie rivelazione di lungo formato
- 2020 – Golden Globe
  - Miglior serie limitata o film per la televisione[24]
  - Miglior attore non protagonista in una serie limitata o film per la televisione a Stellan Skarsgård[24]
  - Candidatura per il miglior attore protagonista in una serie limitata o film per la televisione a Jared Harris
  - Candidatura per la miglior attrice non protagonista in una serie limitata o film per la televisione a Emily Watson
- 2019 – Satellite Award
  - Miglior miniserie
  - Miglior attore in una miniserie a Jared Harris[33]
- 2020 – Producers Guild of America Awards
  - Miglior produttore di una miniserie[34]
- 2020 – Grammy Award
  - Miglior colonna sonora originale[25]

## Nella cultura di massa
A seguito della messa in onda della miniserie, tra maggio e giugno 2019, le prenotazioni per visite turistiche a Pryp"jat' e nell'area della Centrale nucleare di Černobyl' sono aumentate del 40%. Anche la Lituania ha visto un aumento del turismo nelle zone delle riprese a Vilnius, e la centrale nucleare di Ignalina ha riscontrato un tutto esaurito per le visite guidate per un arco di sei mesi.
La miniserie è stata al centro del cosiddetto "caso Zhusupov" poiché avrebbe causato la morte indiretta di Nagashibay Zhusupov (1958-2019), un liquidatore sovietico di origini kazake, morto suicida ad Aqtöbe. Stando al racconto della figlia, durante la programmazione della miniserie Nagashibay soffriva ricordando gli avvenimenti del 26 aprile 1986, mentre secondo Bakitzhan Satov, presidente di un'organizzazione che rappresenta i liquidatori di Černobyl', Nagashibay è morto in preda alla disperazione.